# Grand Canyon West
Grand Canyon West è un census-designated place (CDP) degli Stati Uniti d'America della contea di Mohave nello Stato dell'Arizona. La popolazione era di 2 persone al censimento del 2010.

## Geografia fisica
Grand Canyon West è situata a 35°59′59″N 114°48′37″W (35.999787, -113.810249).
Secondo lo United States Geological Survey, ha un'area totale di 17,6 miglia quadrate (46 km²).

## Società

### Evoluzione demografica
Secondo il censimento del 2010, c'erano 2 persone.

### Etnie e minoranze straniere
Secondo il censimento del 2010, la composizione etnica del CDP era formata dal 100% di bianchi, lo 0% di afroamericani, lo 0% di nativi americani, lo 0% di asiatici, lo 0% di oceanici, lo 0% di altre razze, e lo 0% di due o più etnie. Ispanici o latinos di qualunque razza erano lo 0% della popolazione.